# Бонд, Патрик
Патрик Бонд (англ. Patrick Bond; род. 1961, Белфаст, Северная Ирландия) — профессор Университета Квазулу-Натал, где с 2004 года возглавляет Центр изучения гражданского общества.
В начале и середине 1980-х сотрудничал с рядом неправительственных организаций Йоханнесбурга.
Учился на экономическом факультете Суортмор-колледжа, в Уортонской школе бизнеса при Пенсильванском университете и в Университете Джонса Хопкинса на факультете географии и окружающей среды, где и получил докторскую степень в 1993 г. 
В его научные интересы входят политическая экономия, социология, политология, политическая экология, международные отношения и т. п. В 1994—2002 он работал на правительство ЮАР в качестве автора или редактора более дюжины политических программ, включая Программу реконструкции и развития (ПРР) и Белую Книгу ПРР. Также он преподавал в Высшей школе государственного управления и развития Университета Витватерсранда в 1997—2004. Бонд был главным докладчиком на конференции «Демократизация в Африке: прошлое и будущее», организованной Центром африканских исследований Лидсского университета в декабре 2009 г.
Бонд является членом редакционных советов ряда международных журналов: Socialist Register, Historical Materialism, Journal of Peacebuilding and Development, Studies in Political Economy, Capitalism Nature Socialism, Review of African Political Economy, Journal of Human Development and Capabilities. Являлся членом редколлегии Journal of World-Systems Research.
Один из разработчиков теории субимпериализма.